# Аляскинско-русский диалект
Аляскинско-русский диалект — исчезающий диалект русского языка, на котором говорят на юго-западе американского штата Аляска и возникший под влиянием эскимосско-алеутских языков. Сегодня он распространён на острове Кадьяк и в Нинилчике (полуостров Кенай) на Аляске; он был изолирован от других разновидностей русского языка более века.

## Диалекты

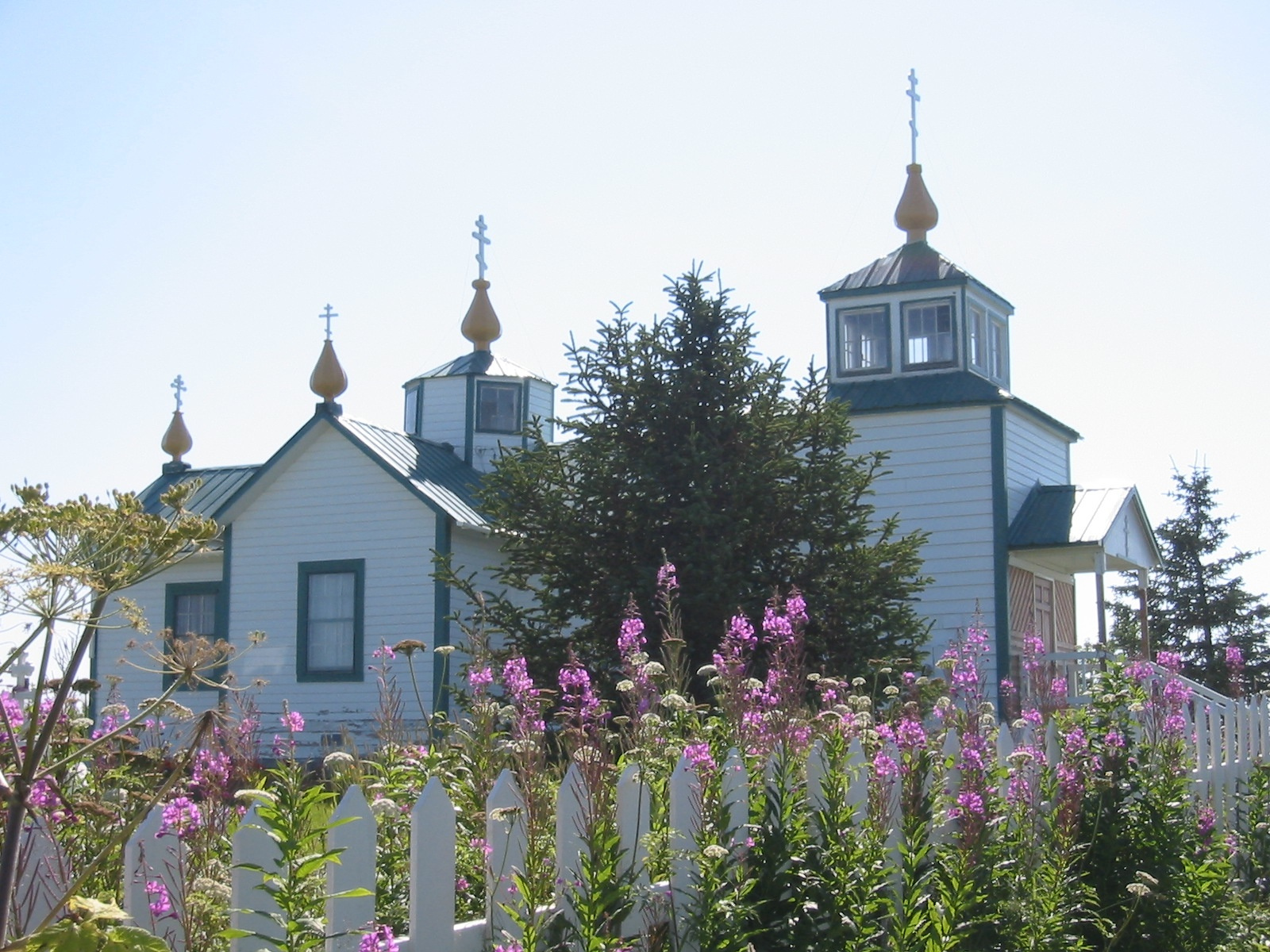
Нинильчик, Аляска.

Кадьякский русский был родным языком в проливе Афогнак до Великого землетрясения и цунами на Аляске в 1964 году. Сейчас он умирает, на нём говорят лишь несколько пожилых людей, и он практически не задокументирован.
Нинильчикский диалект русского языка лучше изучен и более живой; он развился из русского колониального поселения Нинилчик в 1847 году.